# Puch-d'Agenais
Puch-d'Agenais is een gemeente in het Franse departement Lot-et-Garonne (regio Nouvelle-Aquitaine) en telt 651 inwoners (1999). De plaats maakt deel uit van het arrondissement Nérac.

## Geografie
De oppervlakte van Puch-d'Agenais bedraagt 23,4 km², de bevolkingsdichtheid is 27,8 inwoners per km².
De onderstaande kaart toont de ligging van Puch-d'Agenais met de belangrijkste infrastructuur en aangrenzende gemeenten.

## Demografie
Onderstaande figuur toont het verloop van het inwonertal (bron: INSEE-tellingen).